# Puchar Polski w piłce siatkowej kobiet (1936)
Puchar Polski w piłce siatkowej kobiet 1936 (Puchar PZGS) – 5. sezon rozgrywek o siatkarski Puchar Polski, zwany także zimowymi mistrzostwami Polski. W turnieju mogły wziąć udział drużyny, które zwyciężyły w eliminacjach okręgowych.

## Rozgrywki
Uczestniczące w rozgrywkach drużyny zostały podzielone na dwie grupy, z których do finału kwalifikowały się po dwa zespoły. W grupach i w finale grano systemem każda drużyna z każdą.
- Grupa I: AZS Warszawa, Olsza Kraków, SMP Częstochowa.

 Wyniki grupy I
| Data       | Drużyna 1    | Wynik | Drużyna 2       | Sety        |
| ---------- | ------------ | ----- | --------------- | ----------- |
| 07.03.1936 | Olsza Kraków | 2:0   | SMP Częstochowa | 15:5, 15:13 |
| 07.03.1936 | AZS Warszawa | 2:0   | SMP Częstochowa | 15:5, 15:0  |
| 07.03.1936 | AZS Warszawa | 2:0   | Olsza Kraków    | 15:7, 15:11 |

- Grupa II: HKS Łódź, Gryf Toruń, Strzelec Lwów

 Wyniki grupy II
| Data       | Drużyna 1     | Wynik | Drużyna 2     | Sety                |
| ---------- | ------------- | ----- | ------------- | ------------------- |
| 07.03.1936 | Strzelec Lwów | 2:1   | HKS Łódź      | 12:15, 15:12, 16:14 |
| 07.03.1936 | Gryf Toruń    | 2:1   | Strzelec Lwów | 15:13, 9:15, 15:10  |
| 07.03.1936 | Gryf Toruń    | 2:0   | HKS Łódź      | 15:12, 15:8         |

 Wyniki fazy finałowej 
| Data       | Drużyna 1    | Wynik | Drużyna 2     | Sety              |
| ---------- | ------------ | ----- | ------------- | ----------------- |
| 08.03.1936 | AZS Warszawa | 2:0   | Strzelec Lwów | 15:8, 15:3        |
| 08.03.1936 | Olsza Kraków | 2:0   | Gryf Toruń    | 15:9, 15:9        |
|            |              |       |               |                   |
| 08.03.1936 | Olsza Kraków | 2:1   | Strzelec Lwów | 15:8, 6:15, 15:5  |
| 08.03.1936 | AZS Warszawa | 2:0   | Gryf Toruń    | 15:0, 15:1        |
|            |              |       |               |                   |
| 08.03.1936 | Olsza Kraków | 2:1   | Strzelec Lwów | 15:8, 10:15, 15:8 |
| 08.03.1936 | AZS Warszawa | 2:0   | Olsza Kraków  | 15:9, 15:7        |

Mecz o 5 miejsce
| Data       | Drużyna 1 | Wynik | Drużyna 2       | Sety       |
| ---------- | --------- | ----- | --------------- | ---------- |
| 08.03.1936 | HKS Łódź  | 2:0   | SMP Częstochowa | 15:4, 15:6 |

## Skład zdobywcy pucharu Polski
- AZS Warszawa: Irena Brzustowska, Barbara Stefańska, Irena Jaśnikowska, Alicja Piotrowska, Edyta Holfeier, Zdzisława Wiszniewska, Maria Włastelica, Halina Bruszkiewicz.

## Klasyfikacja końcowa
| Miejsce | Drużyna            |
| ------- | ------------------ |
| złoto   | AZS Warszawa       |
| 2.      | Olsza Kraków       |
| 3.      | Gryf Toruń         |
| 4.      | Strzelec Lwów      |
| 5.      | HKS Łódź           |
| 6.      | IV SMP Częstochowa |